# (33099) 1997 YN8
1997 YN8 (asteroide 33099) é um asteroide da cintura principal. Possui uma excentricidade de 0.15865480 e uma inclinação de 2.77063º.
Este asteroide foi descoberto no dia 27 de dezembro de 1997 por Frank B. Zoltowski em Woomera.